# Capiatá
Capiatá, il cui nome completo è Nuestra Señora de la Candelaria de Capiatá, è una città del Paraguay, situata nel dipartimento Central.

## Geografia
Capiatá è situata a 20 km ad est dalla capitale del paese Asunción.

## Origine del nome
Esistono due diverse versioni sull'origine del nome della città. La più diffusa vuole che derivi dai termini in lingua guaraní capi ("paglia") e ata ("dura"). Un'altra versione vuole che il termine Capi fosse il nome di un cacicco della zona.

## Storia
La città è stata fondata nel 1640, anche se è discusso il nome del fondatore: al posto del nome del governatore Martín Ledesma de Valderrama alcuni storici hanno recentemente proposto quello di Pedro Lugo de Navarro, che quell'anno lo avrebbe sostituito nell'incarico. Nel 1761 fu costruita la chiesa di Nuestra Señora de la Candelaria, considerata oggi uno tra i maggiori patrimoni culturali del Paraguay.

## Società

### Popolazione
Al censimento del 2002 Capiatá contava una popolazione urbana di 154.274 abitanti. Il distretto è privo di zona rurale.

## Infrastrutture e trasporti
Capiatá è attraversata dalla strada nazionale 2, la principale arteria di comunicazione del paese, che unisce la capitale Asunción con Ciudad del Este e la frontiera con il Brasile.